# Rudolf von Scholtz
Rudolf von Scholtz (* 22. September 1890 in Wiesbaden; † 10. März 1956 in München) war ein deutscher Schriftsteller. Nach Ende des Zweiten Weltkriegs diente er kurzzeitig als Oberbürgermeister der niederbayerischen Stadt Passau. Von 1947 bis zu seinem Tod war er Intendant des Bayerischen Rundfunks (BR).

## Werdegang
Scholtz ist ein Sohn des kaiserlich russischen Generalmajors a. D. Wilhelm Christoph von Scholtz. Er wuchs zunächst in St. Petersburg auf. Im Anschluss an sein Abitur an einem Gymnasium in Weimar studierte er an den Universitäten in Leipzig, Jena und München Philologie und Philosophie. Nach dem Ende des Ersten Weltkriegs war er für einige Jahre als Gesandter des Deutschen Reichs in Stockholm und Helsinki tätig.
1926 trat er in den Dienst der Rundfunkgesellschaft Deutsche Stunde in Bayern in München, anfänglich als Redakteur, später als Leiter der Nachrichtenabteilung. 1933 zog er sich freiwillig ins Privatleben nach Neuburg am Inn zurück, wo er als Verlagslektor und Übersetzer englischsprachiger Autoren arbeitete.
Nach Ende des Zweiten Weltkriegs setzte ihn die US-amerikanische Kontrollregierung am 13. September 1945 als Oberbürgermeister der Stadt Passau ein. Zehn Monate später wechselte er als Sendeleiter zum zu diesem Zeitpunkt noch von den Amerikanern kontrollierten Radio München und wurde 1947 als Nachfolger von Edmund Schechter zu dessen Intendanten berufen. Nach der Neukonstituierung der Hörfunkstation als Bayerischer Rundfunk wurde Scholtz in seinem Amt bestätigt.
Unter seiner Ägide wurde 1950 eine zweite Hörfunkwelle aufgebaut und der BR begann 1953 mit dem Probebetrieb eines Fernsehprogramms, für das im Münchener Stadtteil Freimann ein Studio errichtet wurde. Das von August Haußleiter 1949 öffentlich bekanntgegebene monatliche Gehalt von Scholtz und seinem Chefredakteur Walter von Cube in Höhe von 2.600 DM sorgte für allgemeine Empörung.
Rudolf Scholtz starb im Alter von 65 Jahren.

## Grabstätte
Die Grabstätte von Rudolf Scholtz befindet sich auf dem Münchner Waldfriedhof  (Grabnr. 39-W-2).